# French Bee
French Bee SAS, známá jako French bee a dříve nazývaná French Blue, je francouzská nízkonákladová letecká společnost zaměřená na dlouhé tratě se sídlem na letišti Paříž Orly. Provozuje pravidelné linky mezi Francií a celosvětovými rekreačními destinacemi s flotilou letadel Airbus A350.

## Flotila

### Současná flotila
Od ledna 2023 se flotila French Bee skládá z těchto letadel:

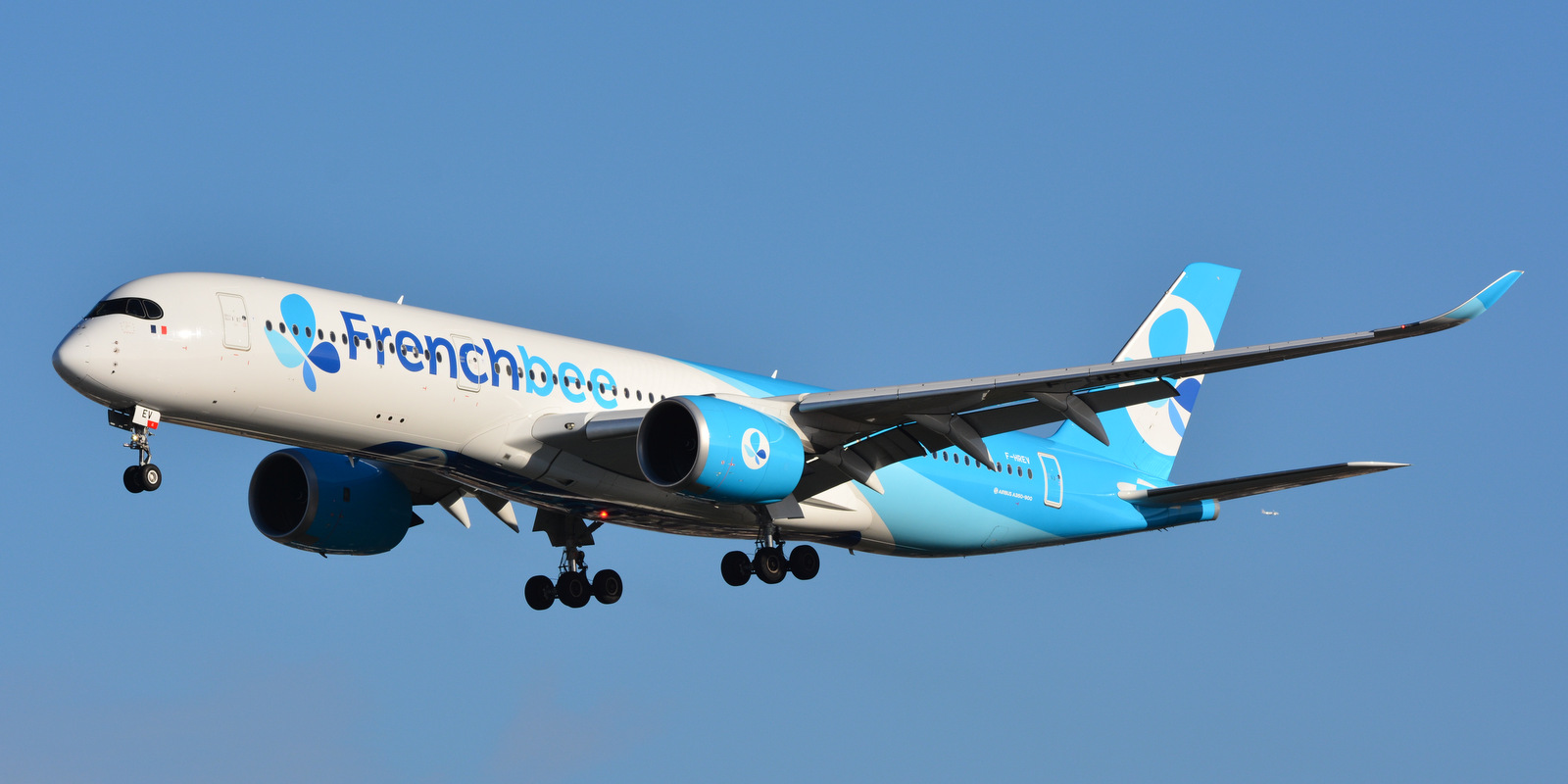
Airbus A350-900 French Bee

| Letadla          | V provozu | Objednávky | Cestující | Cestující | Cestující |
| Letadla          | V provozu | Objednávky | W         | Y         | Celkem    |
| ---------------- | --------- | ---------- | --------- | --------- | --------- |
| Airbus A350-900  | 4         | —          | 35        | 376       | 411       |
| Airbus A350-1000 | 2         | 1          | 40        | 440       | 480       |
| Celkem           | 6         | 1          |           |           |           |

### Bývalá flotila
Společnost French Bee dříve provozovala tato letadla:
| Letadla         | Celkem | Zařazeno | Vyřazeno | Poznámky                   |
| --------------- | ------ | -------- | -------- | -------------------------- |
| Airbus A330-300 | 1      | 2016     | 2019     | Převedeno do Air Caraïbes. |

## Destinace
| Stát nebo území        | Město         | Letiště                              | Zahájení          | Konec | Poznámky            |
| ---------------------- | ------------- | ------------------------------------ | ----------------- | ----- | ------------------- |
| Kanada                 | Montreál      | Mezinárodní letiště Montréal–Trudeau | 30. dubna 2025    | —     | Linka bude zahájena |
| Dominikánská republika | Punta Cana    | Mezinárodní letiště Punta Cana       | 10. září 2016     | ?     | Ukončena            |
| Francie                | Paříž         | Paříž-Orly                           | 10. září 2016     |       | Základna            |
| Francouzská Polynésie  | Papeete       | Faa'a International Airport          | 11. května 2018   |       |                     |
| Réunion                | Saint-Denis   | Roland Garros Airport                | 16. června 2017   |       |                     |
| Spojené státy          | Los Angeles   | Mezinárodní letiště Los Angeles      | 30. dubna 2022    |       | Sezónní             |
| Spojené státy          | Miami         | Mezinárodní letiště Miami            | 15. prosince 2022 |       |                     |
| Spojené státy          | Newark        | Mezinárodní letiště Newark Liberty   | 14. července 2021 |       |                     |
| Spojené státy          | San Francisco | Mezinárodní letiště San Francisco    | 11. května 2018   |       |                     |